# Zdzisław Repsz
Zdzisław Aleksander Repsz (ur. 23 września 1909 w Lublinie, zm. 25 marca 1971) – polski duchowny i działacz ewangelikalny, wieloletni członek Naczelnej Rady Zjednoczonego Kościoła Ewangelicznego w Polskiej Rzeczypospolitej Ludowej oraz redaktor naczelny organu prasowego ZKE; miesięcznika Chrześcijanin.

## Życiorys

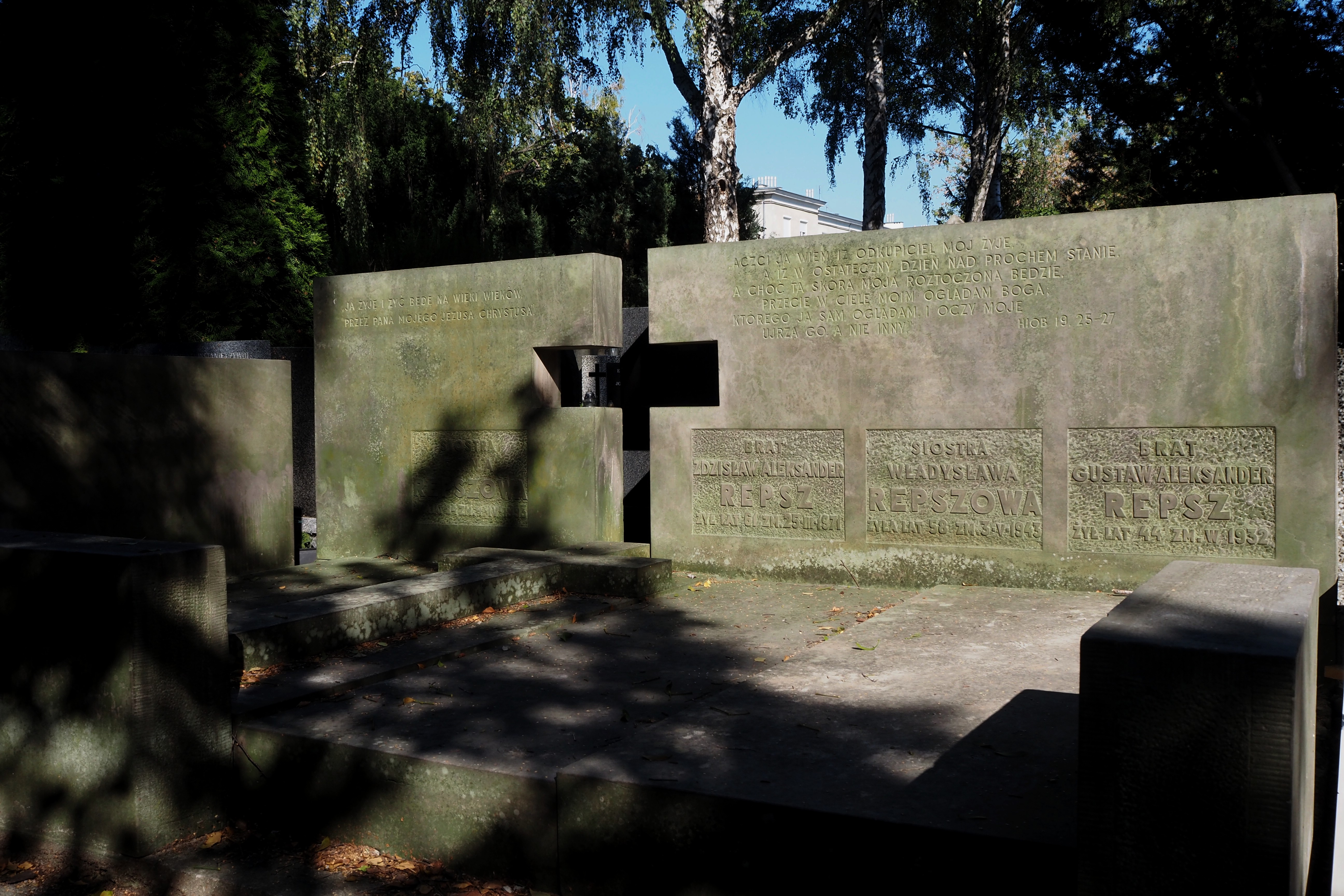
Grób Zdzisława Repsza na Cmentarzu ewangelicko-reformowanym w Warszawie

W 1943 roku przystąpił do zboru prowadzonego przez  Krakiewicza i odtąd był jego pomocnikiem. 
Od 1948 do śmierci w 1971 był członkiem Rady Naczelnej ZKE (jako przedstawiciel Związku Wolnych Chrześcijan). Pełnił również funkcję sekretarza Prezydium Naczelnej Rady Kościoła. 
Został aresztowany we wrześniu 1950 roku w ramach Akcji „B”. Zwolniony został 28 listopada 1951 roku. 
W latach 1957–1964 był redaktorem naczelnym miesięcznika Chrześcijanin. Od 1960 był zastępcą przełożonego I zboru w Warszawie. Był również wieloletnim prezbiterem okręgowym na województwo warszawskie.
Jako redaktor, lektor i kaznodzieja związany był także audycją radiową „Głos Ewangelii z Warszawy”.